# 陳任邦
陳任邦（1969年8月17日—），台灣中部黑道人物、台灣體育界人物及企業家。現任中華民國游泳協會理事長，中華民國壘球協會榮譽理事長，元泰投資董事長、元泰集團總裁。曾任中華民國壘球協會理事長，企業女子壘球聯賽會長。
出身台中市區黑社會團體大湖幫，為創始人李照雄（憨面）手下，在1990年代曾為軍火要犯，在1994年起因涉及盜匪、擄人勒贖、槍砲、妨害兵役案，被台中、高雄、台北地院分別通緝。在2000年代在泰國經營地下百家樂等網路簽賭致富，為台中黑道中生代要角。2010年返台後，曾涉嫌職棒簽賭案與擄人勒贖案遭警方監聽逮捕，最終無罪定讞。同年亦捲入翁奇楠命案，該案兇手廖國豪曾主張是翁奇楠教唆槍殺陳任邦，才會槍殺翁奇楠，未獲法官採信。
2013年當選第十二屆中華民國壘球協會理事長，2016年創辦首屆企業女子壘球聯盟聯賽，推動女子壘球職業化，擔任聯盟會長並且持續贊助聯賽經費。2018年改選後，連任第十三屆壘球協會理事長。2022年壘球協會改選，卸任並獲得榮譽理事長頭銜。同年當選第十三屆中華民國游泳協會理事長。